# Света Троица (Охрид)
„Света Троица“ (на македонска литературна норма: „Света Троица“) е православна църква в махалата Кошища на град Охрид, Северна Македония. Енорийска църква е на Осма охридска енория.
Църквата е разположена в местността Дебело поле в квартал „Радоица Новичич“ в северната част на града. Църквата е осветена на 15 юли 1990 година от митрополит Тимотей Дебърско-Кичевски в съслужение с митрополитите Петър Преспанско-Пелагонийски и Стефан Брегалнишки. Основен ктитор е Йордан Петрески от Охрид, по потекло от Цървена вода.